# Bârghiș
Bârghiș é uma comuna romena localizada no distrito de Sibiu, na região histórica da Transilvânia. A comuna possui uma área de 99.90 km² e sua população era de 2130 habitantes segundo o censo de 2007.